# Physella costata
Physella costata är en snäckart som först beskrevs av Wesley Newcomb 1861.  Physella costata ingår i släktet Physella och familjen blåssnäckor. Inga underarter finns listade i Catalogue of Life.